# Асочаков, Андрей Серафимович
Андрей Серафимович Асочаков (6 сентября 1955 года, аал Апчинаев, Аскизский район, Республика Хакасия) — государственный и общественный деятель. Историк, экономист. Мастер делового администрирования. Кандидат исторических наук, автор более 30 научных работ по социально-экономической истории России.
Депутат Совета Федерации Федерального Собрания России первого созыва (1994—1996).
Первый заместитель Главы Республики Хакасия — Председателя Правительства Республики Хакасия (2018—2019).

## Биография
Родился 6 сентября 1955 года в с. Апчинаево, Аскизского района, Республики Хакасия.
В 1970 году окончил Бельтырскую восьмилетнюю школу, продолжил обучение в Аскизской средней школе. После окончания работал учеником, а потом токарем вагонного депо станции Аскиз Абаканского отделения железной дороги.
В 1973 году поступил на исторический факультет Красноярского государственного педагогического института, после окончании работал учителем истории в Калининской средней школе Аскизского района.
В конце 1977 года избран вторым секретарем Аскизского, а в 1979 году первым секретарем Ширинского райкома комсомола. В 1980 году избран вторым секретарем, с 1982 по 1986 годы был первым секретарем Хакасского обкома ВЛКСМ.
С 1986 по 1989 годы учился в аспирантуре Академии общественных наук при ЦК КПСС, где защитил кандидатскую диссертацию по теме «Участие рабочих промышленности Восточной Сибири в развитии научно-технического прогресса».
Затем работал заместителем заведующего отделом организационно-партийной и кадровой работы Хакасского обкома КПСС. С августа 1990 по март 1992 года был исполняющим заведующего кафедрой истории и права, старшим преподавателем Абаканского государственного педагогического института.
В марте 1992 года был назначен Верховным Советом Республики Хакасия Заместителем Председателя Совета Министров Республики Хакасия — Постоянным Представителем Республики Хакасия при Президенте РФ. Был депутатом Верховного Совета Хакасии 1 и 2 созывов.
В 1994—1996 годах избирался депутатом Совета Федерации Федерального Собрания России. Работал на постоянной основе заместителем председателя Комитета по делам федерации и региональной политики.
С 1997 года работал в банковской сфере — директором Хакасского регионального филиала банка «СБС-Агро» (г. Абакан), директором Красноярского регионального филиала (2000—2004), первым заместителем директора банка «Сибирское ОВК» (г. Красноярск). первым заместителем генерального директора КБ «Акцепт» (2004—2011, Новосибирск).
В 2011—2018 годах — генеральный директор АО «Молоко» (г. Минусинск, Красноярский край).
9 сентября 2018 года избран депутатом Верховного Совета республики Хакасия 7 созыва. Сложил полномочия в связи с назначением на должность первого заместителя Главы Республики Хакасия — Председателя Правительства Республики Хакасия (2018—2019). С марта 2022 г. Первый заместитель Председателя Совета старейшин хакасского народа.
Женат. Воспитал двоих детей.